# Sorokî-Lvivski, Pustomîtî
Sorokî-Lvivski (în ucraineană Сороки-Львівські) este localitatea de reședință a comunei Sorokî-Lvivski din raionul Pustomîtî, regiunea Liov, Ucraina.

## Demografie
Componența lingvistică a localității Sorokî-Lvivski
     Ucraineană (99,85%)
     Alte limbi (0,15%)
Conform recensământului din 2001, majoritatea populației localității Sorokî-Lvivski era vorbitoare de ucraineană (99,85%), existând în minoritate și vorbitori de alte limbi.